# 僕らの放課後バラエティ『ナイッシュー!』
僕らの放課後バラエティ『ナイッシュー!』とは、2005年12月26日から2006年5月1日まで、GyaOの10chで配信されていたバラエティ番組。隔週月曜日の正午に更新。

## 概要
ドラマや映画で引っ張りだこのイケメン俳優５人が、バスケットボールチームを結成。そのチームの部室にカメラが密着し、ゲームや本音トークでいま旬の若い男子たちのリアルな素顔に迫る。

## キャスト
- 平岡祐太
- 小出恵介
- 橋本淳
- 林剛史
- 森本亮治[4]

## 放送内容
- vol.1：「バンビーノ」結成！

お題は「ファーストインプレッションゲーム」。「この中で一番○○そうな人は？」という出題に、せーので指差し、一番多く指された人が罰ゲームでモノマネを披露！中尾彬のマネをしたのはいったい誰…？
- vol.2：密着！舞台裏

いきなり番外編！ということで、新宿コマ劇場で2005年12月23日に行なわれた５人揃って初のイベント「Amuse Xmas Week “MERRY XMAS PARTY”」の模様をお届け！さっそく彼らの舞台裏をのぞいちゃおう！
- vol.3：イベント秘蔵映像！

ズバリ「スシアンルーレット」！お寿司のなかにひとつだけ大盛りのワサビが…。最も運の悪い男は誰なのか？ そして、Vol.2に続き“MERRY XMAS PARTY”の蔵出し映像をお届けします。5人の爆笑「学園コント」は必見！
- vol.4：誰が一位に輝く！？

「ナイッシュー！式体力測定」！俳優業はなんといっても体が資本！「体内時計１分間縄跳び」、「反復横跳び」ほかに挑戦！もちろん恒例の罰ゲームもありマス。
- vol.5：5人のオフショット映像も!

今回挑戦したのは「八百屋さんゲーム」に「絵伝言ゲーム」ほか。彼ら５人のプライベート映像も大公開！
- vol.6：5人での料理に初挑戦！

今回挑戦したのはなんと料理！はたして「お好み焼き」のお味とは？ さらに森本君と平岡君が鍋をした時のプチ暴露に、５人のプチ密着映像も大公開！
- vol.7：ロケバスの中の様子大公開！

ついにというかやっと「バスケ」をしようというわけで、林くんがメンバー全員をピックアップしにいくことに。そこに現れたのは記念すべき初ロケのために用意された「ナイッシュー！号」！はたしてメンバーの反応は？
- vol.8：遂にバスケの特訓！

前回、貸切バスでやってきたのは体育館。ついに完成したユニフォームを見てテンションも上がる５人。ついにお待ちかねのバスケをやっちゃいます!! もちろんお約束のゲームも、パワーアップした罰ゲームとともにお届け。マネージャー“はるこ”の正体とは？ ミラクルショットも炸裂して見どころ満載です！さらに、「メンバーの素顔を調査せよ！」では映画撮影現場や、イベント会場の彼らに密着！
- vol.9：いよいよバスケの試合決行！

５人がついにバスケの試合をやっちゃいます！まずはメンバーのために林クンがルールの説明を。大丈夫なのか？そんな心配をよそに意外な実力を発揮するメンバーたち。真剣勝負の行方は？ そして対戦相手は…？ 白熱の試合がついに始まる！さらに、５人がつれづれなるままに思いをしたためてゆく川柳に挑戦！ その名も「ナイッシュー！川柳」。
- vol.10：ついに最終回！

前回の希望通りいきなりの試合！強敵相手のガチンコ対決の結果は、第１試合、第２試合ともに残念ながら敗北。しかしながら、健闘した彼らに番組からご褒美が用意された…が、お楽しみがあるときは必ずなにかあるこの番組。そう、今回もついにラストとなるゲーム開始！そして、いままでの放送を振り返る「ナイッシュー！」総集編をお届けします。

## スタッフ
- 番組制作 - アミューズ[5]